# Coccomyces canarii
Coccomyces canarii är en svampart som beskrevs av Rehm 1913. Coccomyces canarii ingår i släktet Coccomyces och familjen Rhytismataceae.   Inga underarter finns listade i Catalogue of Life.